# Тарн Іван Вікторович
Іван Вікторович Тарн  (нар. 1989, Тернопіль) — український військовий, ветеран спецпідрозділу ГУР МО «Артан». Амбасадор англомовного видання The Ukrainian Review.

## Біографія
Іван Тарн народився в 1989 році у місті Тернопіль.  У віці 10 років він разом із сім'єю переїхав до Бельгії, у м. Антверпен. Здобувши середню освіту в Бельгії, Іван продовжив своє навчання у галузі економіки в Artesis Plantijn University College в Антверпені, Бельгія. 
Служив у Французькому легіоні після закінчення середньої освіти.
У Бельгії Іван Тарн заснував власну клінінгову компанію, а також керував кількома бізнесами, зокрема, у сфері будівництва, експорту будматеріалів і вікон з України до ЄС та імпорту медичного обладнання в Україну. У 2018 році займався кризис-менеджментом у готелі «Het Godshuis». 

## Військова служба та поранення
В перші дні російського вторгнення в Україну Іван  розпочав волонтерську діяльність, а у  березні 2022-го долучився до ГУР МО України та став одним із засновників спецпідрозділу «Артан».  
Під час завдання у м. Бахмут у групі швидкого реагування отримав поранення  — травматичну ампутацію стопи. 
Після тривалої реабілітації отримав протез від Центру Superhumans.

## Громадська діяльність
Іван Тарн випробував на собі та сприяв впровадженню VAC-терапії в Україні, котра зараз широко застосовується у військових шпиталях  при лікувані військових після ампутації кінцівок, а також допомагав медичним закладам України, наданням апаратів ШВЛ під час пандемії COVID-19.   
На саміті НАТО у Вільнюсі Іван став обличчям українських захисників  висвітлюючи боротьбу України, його фото розмістили на сітілайтах міста.   
Тарн амбасадор англомовного видання The Ukrainian Review.

## Нагороди
- «Золотий хрест» від головнокомандувача України.
- Відзнака МО України за важке поранення

## Особисте життя
Захоплюється стрибками з парашутом. Володіє українською, російською, нідерландською, французькою та англійською мовами.